# Snooker-Saison 2019/20
Die Snooker-Saison 2019/20 war eine Serie von Snooker-Turnieren, die der Main Tour angehören.

## Saisonergebnisse
Das Paul Hunter Classic verlor den Status als Pro-Am-Turnier und wurde ab dieser Saison als Einladungsturnier veranstaltet. Damit war nur noch das Gibraltar Open mit dem Status Pro-Am-Turnier.
Das in der Vorsaison veranstaltete Macau Masters wurde aus dem Tour Kalender gestrichen und von der WPBSA nicht mehr veranstaltet.
Nachdem zu Anfang der Saison die genaue Zusammensetzung noch lückenhaft war, wirkte sich in der Schlussphase die Coronavirus-Epidemie 2019/2020 auf die Saison aus. Vom 30. März bis zum 5. April 2020 waren in der chinesischen Hauptstadt Peking die China Open geplant. Nach dem Auftreten des Virus im Land Anfang 2020 gaben die WPBSA und World Snooker Tour Ende Januar bekannt, dass die China Open verschoben werden. Im März erreichte die Pandemie Europa und führte dazu, dass bei den Gibraltar Open das Publikum ausgesperrt wurde. Danach wurde der Spielbetrieb auf unbestimmte Zeit eingestellt.
Am 1. Juni wurde die Saison wieder aufgenommen. Dafür wurde eine weitere Ausgabe der Championship League mit – durch diverse Schutzmaßnahmen und Verhaltensregeln – angepasstem Modus neu angesetzt. An der ausstehenden Tour Championship und der Weltmeisterschaft wurde festgehalten. Es wurden neue Termine dafür im Juni sowie im Juli und August festgelegt. Die China Open wurden dagegen gestrichen.
| Datum                            | Turnier                         | Austragungsort | Art                   | Sieger            | Finalist            | Ergebnis |
| -------------------------------- | ------------------------------- | -------------- | --------------------- | ----------------- | ------------------- | -------- |
| 24. bis 30. Juni 2019            | World Cup 2019                  | Wuxi           | Teamwettbewerb        | Schottland        | Volksrepublik China | 4:0      |
| 26. bis 28. Juli 2019            | Riga Masters 2019               | Riga           | Weltranglistenturnier | Yan Bingtao       | Mark Joyce          | 5:2      |
| 4. bis 11. August 2019           | International Championship 2019 | Daqing         | Weltranglistenturnier | Judd Trump        | Shaun Murphy        | 10:3     |
| 24./25. August 2019              | Paul Hunter Classic 2019        | Fürth          | Einladungsturnier     | Barry Hawkins     | Kyren Wilson        | 4:3      |
| 2. bis 7. September 2019         | 6-Red World Championship 2019   | Bangkok        | Einladungsturnier     | Stephen Maguire   | John Higgins        | 8:6      |
| 9. bis 15. September 2019        | Shanghai Masters 2019           | Shanghai       | Einladungsturnier     | Ronnie O’Sullivan | Shaun Murphy        | 11:9     |
| 23. bis 29. September 2019       | China Championship 2019         | Guangzhou      | Weltranglistenturnier | Shaun Murphy      | Mark Williams       | 10:9     |
| 14. bis 20. Oktober 2019         | English Open 2019               | Crawley        | Weltranglistenturnier | Mark Selby        | David Gilbert       | 9:1      |
| 28. Okt. bis 3. November 2019    | World Open 2019                 | Yushan         | Weltranglistenturnier | Judd Trump        | Thepchaiya Un-Nooh  | 10:5     |
| 4. bis 10. November 2019         | Champion of Champions 2019      | Coventry       | Einladungsturnier     | Neil Robertson    | Judd Trump          | 10:9     |
| 11. bis 17. November 2019        | Northern Ireland Open 2019      | Belfast        | Weltranglistenturnier | Judd Trump        | Ronnie O’Sullivan   | 9:7      |
| 26. Nov. bis 8. Dezember 2019    | UK Championship 2019            | York           | Weltranglistenturnier | Ding Junhui       | Stephen Maguire     | 10:6     |
| 9. bis 15. Dezember 2019         | Scottish Open 2019              | Glasgow        | Weltranglistenturnier | Mark Selby        | Jack Lisowski       | 9:6      |
| 12. bis 19. Januar 2020          | Masters 2020                    | London         | Einladungsturnier     | Stuart Bingham    | Ali Carter          | 10:8     |
| 22. bis 26. Januar 2020          | European Masters 2020           | Dornbirn       | Weltranglistenturnier | Neil Robertson    | Zhou Yuelong        | 9:0      |
| 29. Januar bis 2. Februar 2020   | German Masters 2020             | Berlin         | Weltranglistenturnier | Judd Trump        | Neil Robertson      | 9:6      |
| 3. bis 9. Februar 2020           | World Grand Prix 2020           | Cheltenham     | Weltranglistenturnier | Neil Robertson    | Graeme Dott         | 10:8     |
| 10. bis 16. Februar 2020         | Welsh Open 2020                 | Cardiff        | Weltranglistenturnier | Shaun Murphy      | Kyren Wilson        | 9:1      |
| 20. bis 23. Februar 2020         | Snooker Shoot-Out 2020          | Watford        | Weltranglistenturnier | Michael Holt      | Zhou Yuelong        | 64:1 1   |
| 24. Februar bis 1. März 2020     | Players Championship 2020       | Southport      | Weltranglistenturnier | Judd Trump        | Yan Bingtao         | 10:4     |
| 7. Oktober 2019 bis 5. März 2020 | Championship League 2019/20     | Leicester      | Einladungsturnier     | Scott Donaldson   | Graeme Dott         | 3:0      |
| 13. bis 15. März 2020            | Gibraltar Open 2020             | Gibraltar      | Pro-Am-Turnier 2      | Judd Trump        | Kyren Wilson        | 4:3      |
| 1. bis 11. Juni 2020             | Championship League 2020        | Milton Keynes  | Einladungsturnier     | Luca Brecel       | – 3                 | – 3      |
| 20. bis 26. Juni 2020            | Tour Championship 2020          | Milton Keynes  | Weltranglistenturnier | Stephen Maguire   | Mark Allen          | 10:6     |
| 31. Juli bis 16. August 2020     | Snookerweltmeisterschaft 2020   | Sheffield      | Weltranglistenturnier | Ronnie O’Sullivan | Kyren Wilson        | 18:8     |

## Multisportevents
| Datum                    | Turnier                | Austragungsort | Disziplin     | Gold                            | Silber                     | Bronze                             |
| ------------------------ | ---------------------- | -------------- | ------------- | ------------------------------- | -------------------------- | ---------------------------------- |
| 20. bis 24. August 2019  | Afrikaspiele 2019      | Casablanca     | Frauen Einzel | Youssra Matine                  | Gantan el-Askary           | Hakima Kissai                      |
| 20. bis 24. August 2019  | Afrikaspiele 2019      | Casablanca     | Mixed-Doppel  | Yassine Bellamine Hakima Kissai | Amine Amiri Youssra Matine | Mohamed al-Akrady Yara Sharafeldin |
| 20. bis 24. August 2019  | Afrikaspiele 2019      | Casablanca     | Männer Einzel | Amine Amiri                     | Abdelrahman Abdelhamid     | Yassine Bellamine                  |
| 3. bis 10. Dezember 2019 | Südostasienspiele 2019 | Manila         | Männer Doppel | Moh Keen Hoo Lim Kok Leong      | Alvin Barbero Jefrey Roda  | Kingsley Ang Lim Chun Kiat         |
| 3. bis 10. Dezember 2019 | Südostasienspiele 2019 | Manila         | Männer Doppel | Moh Keen Hoo Lim Kok Leong      | Alvin Barbero Jefrey Roda  | Ko Htet Thet Min Lin               |
| 3. bis 10. Dezember 2019 | Südostasienspiele 2019 | Manila         | Männer Einzel | Kritsanut Lertsattayathorn      | Moh Keen Hoo               | Siththideth Sakbieng               |
| 3. bis 10. Dezember 2019 | Südostasienspiele 2019 | Manila         | Männer Einzel | Kritsanut Lertsattayathorn      | Moh Keen Hoo               | Jefrey Roda                        |

## Spieler der Main Tour 2019/20
Neben den 64 bestplatzierten Spielern der Weltrangliste am Ende der Saison 2018/19 und 29 Spielern, die 2018 die Startberechtigung für zwei Jahre erhalten hatten, bekamen folgende Spieler einen Startplatz für die Spielzeiten 2019/20 und 2020/21:
| Qualifikation über die Ein-Jahres-Rangliste - Eden Sharav - James Cahill - Ian Burns - Duane Jones - Dominic Dale - Gerard Greene - Rod Lawler - Nigel Bond Qualifikation über die World Snooker Challenge Tour - Brandon Sargeant - David Grace Qualifikation über die CBSA China Tour - Chang Bingyu - Bai Langning Internationale Meisterschaften: - Kacper Filipiak (EBSA-Europameister) - Jackson Page (EBSA-U21-Europameister) - Steve Mifsud (OBSF-Ozeanienmeister) - Igor Figueiredo (PABSA-Amerikameister) - Amine Amiri (Afrikaspiele 2019) | Qualifikation über die Q School (Turnier 1, Turnier 2, Turnier 3 und Order of Merit) - Xu Si - David Lilley - Jamie O’Neill - Soheil Vahedi - Chen Zifan - Riley Parsons - Louis Heathcote - Fraser Patrick - Barry Pinches - Alex Borg - Alexander Ursenbacher - Andy Hicks - Si Jiahui - Billy Joe Castle - Peter Lines - Peifan Lei World Snooker Tour Card - Mitchell Mann (Drittplatzierter der Challenge Tour) Invitational Tour Card - Jimmy White |

## Preisgeld
Die Tabelle zeigt eine Übersicht über die in dieser Saison verteilten Preisgelder, die in die Weltrangliste einflossen. Alle Beträge sind in Pfund angegeben.
| Runde                      |                                  |                                    | Letzte 128                         | Letzte 64                      | Letzte 32                        | Achtelfinale | Viertelfinale | Halbfinale | Zweiter | Sieger  |
| -------------------------- | -------------------------------- | ---------------------------------- | ---------------------------------- | ------------------------------ | -------------------------------- | ------------ | ------------- | ---------- | ------- | ------- |
|                            |                                  |                                    | Plätze 1–64 vs. Plätze 65–128      |                                |                                  |              |               |            |         |         |
| Riga Masters               |                                  |                                    | 0                                  | 2.000                          | 3.000                            | 4.000        | 6.000         | 15.000     | 25.000  | 50.000  |
| International Championship |                                  |                                    | 0                                  | 4.750                          | 8.500                            | 13.500       | 21.500        | 32.000     | 75.000  | 175.000 |
| China Championship         |                                  |                                    | 0                                  | 4.750                          | 7.500                            | 13.000       | 20.000        | 32.000     | 75.000  | 150.000 |
| English Open               |                                  |                                    | 0                                  | 3.000                          | 4.000                            | 7.500        | 10.000        | 20.000     | 30.000  | 70.000  |
| World Open                 |                                  |                                    | 0                                  | 5.000                          | 8.000                            | 13.500       | 20.000        | 32.500     | 75.000  | 150.000 |
| Northern Ireland Open      |                                  |                                    | 0                                  | 3.000                          | 4.000                            | 7.500        | 10.000        | 20.000     | 30.000  | 70.000  |
| UK Championship            |                                  |                                    | 0                                  | 6.500                          | 12.000                           | 17.000       | 24.500        | 40.000     | 80.000  | 200.000 |
| Scottish Open              |                                  |                                    | 0                                  | 3.000                          | 4.000                            | 7.500        | 10.000        | 20.000     | 30.000  | 70.000  |
| European Masters           |                                  |                                    | 0                                  | 3.000                          | 4.000                            | 6.000        | 11.000        | 17.500     | 35.000  | 80.000  |
| German Masters             |                                  |                                    | 0                                  | 3.000                          | 4.000                            | 5.000        | 10.000        | 20.000     | 35.000  | 80.000  |
| World Grand Prix           |                                  |                                    | –                                  | –                              | 5.000 1                          | 7.500        | 12.500        | 20.000     | 40.000  | 100.000 |
| Welsh Open                 |                                  |                                    | 0                                  | 3.000                          | 4.000                            | 7.500        | 10.000        | 20.000     | 30.000  | 70.000  |
| Snooker Shoot-Out          |                                  |                                    | 250 1                              | 500                            | 1.000                            | 2.000        | 4.000         | 8.000      | 20.000  | 50.000  |
| Players Championship       |                                  |                                    | –                                  | –                              | –                                | 10.000 1     | 15.000        | 30.000     | 50.000  | 125.000 |
| Gibraltar Open             |                                  |                                    | 0                                  | 2.000                          | 3.000                            | 4.000        | 5.000         | 6.000      | 20.000  | 50.000  |
| Tour Championship          |                                  |                                    | –                                  | –                              | –                                | –            | 20.000 1      | 40.000     | 60.000  | 150.000 |
| Runde                      | Letzte 144                       | Letzte 112                         | Letzte 80                          | Letzte 48                      | Letzte 32                        | Achtelfinale | Viertelfinale | Halbfinale | Zweiter | Sieger  |
|                            | Plätze 81–112 vs. Plätze 113–144 | Sieger Letzte 144 vs. Plätze 49–80 | Sieger Letzte 112 vs. Plätze 17–48 | Sieger Letzte 80 gegeneinander | Plätze 1–16 vs. Sieger Letzte 48 |              |               |            |         |         |
| Snookerweltmeisterschaft   | 0                                | 5.000 2                            | 10.000 2                           | 15.000                         | 20.000 2                         | 30.000       | 50.000        | 100.000    | 200.000 | 500.000 |

## Belege
1. ↑  Calendar 2019-20 V12. (PDF; 471 kB) In: wst.tv. World Professional Billiards & Snooker Association, 6. Mai 2019, abgerufen am 7. Mai 2019 (englisch).
2. ↑  Calendar 2019/2020. In: wst.tv. World Professional Billiards & Snooker Association, 24. Juni 2019, abgerufen am 26. Juni 2019 (englisch).
3. ↑  2020 China Open – Statement from WPBSA and WST. In: wst.tv. WPBSA, 31. Januar 2020, abgerufen am 1. Februar 2020 (englisch).
4. ↑  Coral Tour Championship Postponed. In: wst.tv. WPBSA, 17. März 2020, abgerufen am 21. März 2020 (englisch).
5. ↑  Coral Tour Championship To Run In June On ITV4. In: wst.tv. World Professional Billiards & Snooker Association, 5. Juni 2020, abgerufen am 5. Juni 2020 (englisch).
6. ↑  Betfred World Championship Postponed. WPBSA, 20. März 2020, abgerufen am 21. März 2020 (englisch).
7. ↑  Main Tour Qualification 2019/20. In: wst.tv. World Professional Billiards & Snooker Association, 23. Januar 2019, abgerufen am 7. Mai 2019 (englisch).
8. ↑  Brazil's Figueiredo becomes Pan American Snooker Champion. In: snookerusa.com. United States Snooker Association, 3. Februar 2019, abgerufen am 7. Mai 2019 (englisch).
9. ↑  Morocco’s Amine Handed Tour Card. In: wst.tv. World Professional Billiards & Snooker Association, 28. August 2019, abgerufen am 28. August 2019 (englisch).
10. 1 2  Main Tour Qualification 2019/20 – Update. In: wst.tv. World Professional Billiards & Snooker Association, 3. Mai 2019, abgerufen am 7. Mai 2019 (englisch).
11. ↑  2019-2020 Season Summary. (PDF; 144 kB) In: wst.tv. World Professional Billiards & Snooker Association, 19. September 2019, abgerufen am 27. September 2019 (englisch).